# Atsuto Uchida
Atsuto Uchida (født 27. marts 1988) er en japansk professionel fodboldspiller, som spiller for den tyske fodboldklub FC Schalke 04. Han er forsvarsspiller, og er også en del af det japanske fodboldlandshold. Uchida har spillet for flere forskellige klubber i sin karriere, herunder Kashima Antlers og Shimizu Higashi High School.
Han var en del af Japans VM-trup ved VM i 2010 i Sydafrika samt ved VM i 2014 i Brasilien.